# Subsea 7 Pipeline Bundle Fabrication Site
| Subsea 7 Pipeline Bundle Fabrication Site           | Subsea 7 Pipeline Bundle Fabrication Site |
| --------------------------------------------------- | ----------------------------------------- |
| Pipelineherstellung auf der Schmalspurbahn bei Wick |                                           |
| Streckenverlauf                                     |                                           |
| Streckenlänge:                                      | Insgesamt 27,2 km                         |
| Spurweite:                                          | 1000 mm (Meterspur)                       |
| Zweigleisigkeit:                                    | Stellenweise viergleisig                  |
|                                                     |                                           |

Die Subsea 7 Pipeline Bundle Fabrication Site ist eine 1978 in Betrieb genommene Rohrbündel-Produktionsanlage der Firma Subsea 7 zur Herstellung von Unterwasserpipelines auf einer Meterspur-Bahnstrecke bei Wick in der Grafschaft Caithness in Schottland.

## Betrieb
In der Produktionsanlage bei Wick werden auf den Drehgestellen der Schmalspurbahn Rohrbündel, die aus mehreren Rohrleitungen und Kabeln in einem Stahl-Mantelrohr bestehen, hergestellt. An den Enden jeder Pipeline gibt es jeweils eine Regelungsstation mit Steuerungsgeräten und Ventilen, die dem jeweiligen Anwendungsfall entsprechen. Nach dem Schweißen der Rohrleitungen, der Integration in das Bündel und der zerstörungsfreien Prüfung und Druckprobe werden die bis zu 7,7 km langen Rohrbündel mit einem Hochseeschlepper in die Bucht bei Wick gezogen. Von dort werden sie in einer bestimmten Wassertiefe schwebend mit zwei Schleppern zum Einsatzort westlich von Shetland geschleppt (Controlled Depth Tow Method), auf dem Seeboden verlegt und in Betrieb genommen. Seit 1978 wurden mehr als 70 Pipelinesysteme auf der Produktionsanlage verschweißt.

## Videos
- Projects - Montrose Area Redevelopment (MAR) Pipeline Bundle launch - UK North Sea.